# Восточный переулок (Владикавказ)
Восточный переулок — переулок во Владикавказе, Северная Осетия, Россия. Переулок располагается в Иристонском муниципальном округе Владикавказа между улицами Куйбышева и Братьев Щукиных.
Переулок сформировался во второй половине XX века. 27 августа 1959 года Орджоникидзевский городской совет в связи с наличием в городе двух одноимённых улицы Восточной и Восточного переулка переименовал переулок в «Предмостный переулок». Это решение не было исполнено и переулок в списке улиц города Орджоникидзе от 1960 года значился под прежним наименованием «Восточный переулок».